# Разафиндранази, Жан-Жак
Жан-Жак Разафиндранази (1952 год, Мадагаскар — 21 марта 2020 год, Лилль) — французский врач скорой помощи малагасийского происхождения.

## Биография
Жан-Жак Разафиндранази родился в колонии Мадагаскар в 1952 году. Жан-Жак Разафиндранази, который живет в Сойсоне, где его жена, также врач, работает педиатром в медицинской клинике при той же коммуне, работал ортопедом в нескольких учреждениях на северо-востоке Франции, в том числе в Шони и Сен-Кантене в Эсене и Перонне в Сомме, а затем, в 2013 году, врачом скорой помощи в больничном центре Компьен в отделении в Уазе.
После возвращения из отпуска на Мадагаскар в конце февраля 2020 года, откуда его дети описывали его возвращение «в отличной форме», он пошел протянуть руку помощи своим коллегам и коллегам-врачам, которые были перегружены непрерывным и постоянно увеличивающимся потоком больных, больных COVID-19. Большинство пациентов находились в состоянии тяжелой одышки и респираторного дистресса, требующего немедленной респираторной помощи. Посвящение Жан-Жака Разафиндранази было роковым. Действительно, нехватка масок FFP2 и, как следствие, невозможность для многих врачей и медсестер эффективно защитить себя от самого вируса – при отсутствии достаточных профилактических мер – означала, что врач скорой помощи, который, в свою очередь, был заражен пациентами, которым он пытался помочь, вскоре после этого сам начал ощущать начальные симптомы болезни.
4 марта 2020 года Жан-Жак Разафиндранази был госпитализирован и переведен в Региональный университетский госпиталь в Лилле c положительным результатом теста на SARS-CoV-2. Его состояние резко ухудшилось примерно через десять дней. Он умер в субботу 21 марта 2020 года в полной изоляции в своей больничной палаты, вдали от жены и детей, которые не могли навещать его из-за опасности заражения. Более того, из-за жестких мер по сдерживанию, принятых в то время, Жан-Жак Разафиндранази не смог добиться исполнения своего желания быть похороненным на Мадагаскаре, его родном острове, согласно малагасийскому похоронному ритуалу.

## Последствия

### Министерское сообщение
Министр солидарности и здравоохранения Оливье Веран объявил о смерти больничного врача по РТЛ во время программы Le Grand Jury [«Великое жюри»] 22 марта 2020 года.
Патрик Пеллу, президент Ассоциации врачей скорой помощи Франции, также передал эту информацию в тот же вечер на BFM TV.

### Реакция медицинской профессии
Гибель д-ра Жан-Жака Разафиндранази, ставшего первой жертвой среди медицинских работников, пытавшихся сдержать пандемию, вызвало восстание и гнев медицинского мира и медицинского персонала, в частности из-за нехватки масок FFP2 и отсутствия достаточных профилактических мер для обеспечения эффективной защиты от вредного воздействия атипичной пневмонии SARS-CoV-2.
За делом Жан-Жака Разафиндранази, первого французского больничного врача, официально умершего от Ковида-19 при исполнении своих обязанностей, быстро последовали другие смерти представителей медицинской профессии, также жертвы Ковида-19.

### Пособия
Мэр Компьена Филипп Марини сказал о нем: «В возрасте старше 67 лет, почти 68 лет, он мог выбрать отдых, перестав работать. Тем не менее, он хотел прийти и помочь своим коллегам-врачам. Он отдал свою жизнь за других2.»
Бывший премьер-министр Жан-Пьер Раффарен предлагает наградить орденом Почетного легиона каждого сотрудника медперсонала, скончавшегося при оказании помощи и содействия больным коронавирусами, примечание.

## Pесурсы

### Замечания
1. ↑  Другая символическая награда, известная как «Почетная медаль за эпидемии», была когда-то присуждена Министерством торговли, от которой зависела общественная гигиена, а затем перешла в Министерство внутренних дел, а затем в Министерство гигиены, которое впоследствии стало Министерством общественного здравоохранения. Среди его отличительных атрибутов – награжденные лица, которые «подвергали себя опасности заражения, ухаживая за пациентами с заразными болезнями».[19].